# Старошумное
Старошумное (каз. Старошумный) — упразднённое село в Фёдоровском районе Костанайской области Казахстана. Входило в состав Новошумного сельского округа. Код КАТО — 396855300. Исключено из учётных данных в 2015 году.

## Население
В 1999 году население села составляло 226 человек (112 мужчин и 114 женщин). По данным переписи 2009 года в селе проживали 102 человека (54 мужчины и 48 женщин).